# António D’Oliveira Pinto da França
António D’Oliveira Pinto da França (* 12. September 1935 in Matosinhos; † 4. Juni 2013 in Lissabon) war ein portugiesischer Diplomat und Autor.

## Leben
António Pinto da França wurde als Sohn von Maria Amélia Cardozo Pereira (1909–1992?) und Henrique de Oliveira Pinto da França (1910–1992), Enkel des Kolonialverwalters Bento da França Pinto de Oliveira, geboren.
Er begann seine diplomatische Laufbahn 1965 als Geschäftsträger an der portugiesischen Botschaft in der indonesischen Hauptstadt Jakarta. 1970 wechselte er von dort an die Ständige Vertretung Portugals bei der NATO in Brüssel, wo er bis etwa zur Nelkenrevolution 1974 blieb. Nach Abzug der Portugiesen aus der Kolonie Portugiesisch-Timor und der folgenden Besetzung durch Indonesien 1975 verhandelte er als Sonderbeauftragter des portugiesischen Außenministeriums die Freilassung des noch in Timor befindlichen portugiesischen Militärs.
Erstmals wurde er 1977 hauptverantwortlicher Botschafter, als portugiesischer Botschafter in Guinea-Bissau, wo er bis 1980 akkreditiert blieb.
Er leitete danach mehrfach weitere portugiesische Botschaften. So war er von 1983 bis 1988 portugiesischer Botschafter in Angola, von 1990 bis 1995 portugiesischer Botschafter in Deutschland und von 1996 bis 2000 portugiesischer Vertreter beim Heiligen Stuhl. Danach beendete er seine diplomatische Laufbahn und wechselte in den Ruhestand.
António Pinto da França veröffentlichte einige Bücher, vorwiegend über seine diplomatischen Erfahrungen und Einschätzungen, und er unterhielt das Landgut Quinta da Anunciada Velha, eine Quinta in der Ortschaft Cem Soldos in der ehemaligen Gemeinde Madalena (Kreis Tomar).
Nach einem Sturz starb er einen Monat später am 4. Juni 2013 im Lissabonner Krankenhaus Hospital da Luz an den Folgen. Er wurde in der Basílica da Estrela aufgebahrt, verbrannt und am 5. Juni bestattet.

## Auszeichnungen (Auswahl)
- Portugal: Orden des Infanten Dom Henrique im Kommandeursrang (Verleihung am 22. August 1978)
- Portugal: Orden des Infanten Dom Henrique im Großoffiziersrang (Verleihung am 25. Mai 1979)
- Portugal: Großkreuz des Portugiesischer Verdienstordens (Verleihung am 8. November 1990)
- Portugal: Großkreuz des Christusordens (Verleihung am 18. Januar 2006)[5]
- Malteserorden: Großkreuz des Verdienstordens Pro Merito Melitensi
- Spanien: Ritterkreuz des spanischen Zivilverdienstordens
- Vatikanstadt: Großkreuz des Piusordens
- Italien: Großoffizier des Verdienstordens der Italienischen Republik
- Deutschland: Großes Verdienstkreuz mit Stern und Schulterband des Bundesverdienstordens[6]

## Werke (Auswahl)
- Antonio D’Oliveira Pinto da França: Cartas Baianas (1821–1824) (Imprensa Nacional-Casa da Moeda, Lissabon 1984 – über Optionen in der brasilianischen Unabhängigkeitsentwicklung)
- Antonio D’Oliveira Pinto da França: A Influência Portuguesa na Indonésia. (Prefácio, Recife/Brasilien 2004 – über die portugiesischen Einflüsse in Indonesien)
- Antonio D’Oliveira Pinto da França: Angola: O Dia A Dia De Um Embaixador, 1983 1988. (Prefácio, Recife/Brasilien 2004 – Erinnerungen an seine Zeit als Botschafter in Angola)
- Antonio D’Oliveira Pinto da França: Em tempos de inocência, um diário da Guiné-Bissau. (Prefácio, Recife/Brasilien 2004 – Erinnerungen an seine Zeit als Botschafter in Guinea-Bissau)
- António Pinto da França: Sombras. (Prefácio, Recife/Brasilien 2009 – Erzählungen)